# Cerussita
La cerussita és un mineral de la classe dels carbonats. Wilhelm Karl von Haidinge li va donar nom el 1845 del llatí cerussa ('blanc de plom'). Pertany al grup de l'aragonita.

## Característiques
La cerussita químicament és un carbonat de plom PbCO₃, també coneguda com a mena blanca de plom. Constitueix una de les menes més importants del plom. La cerussita cristal·litza en sistema cristal·lí ortoròmbic i és isomorfa amb l'aragonita. Són molt freqüents l'aparició de macles, formant generalment formes pseudohexagonals. Se solen ajuntar tres vidres per ambdues cares d'un prisma, generant un grup de cristalls que s'intercreuen en un angle proper als 60°. Els cristalls de cerussita són d'aparició freqüent i solen tenir cares molt suaus i brillants. L'aparició del mineral té forma granular, encara que de vegades té formes fibroses. Els cristalls poden ser de diversos colors, des d'incolor a blanc, gris, groc, blau, verd o marró.
Segons la classificació de Nickel-Strunz, la cerussita pertany a «05.AB: carbonats sense anions addicionals, sense H₂O, alcalinoterris (i altres M2+)» juntament amb els següents minerals: calcita, gaspeita, magnesita, otavita, rodocrosita, siderita, smithsonita, esferocobaltita, ankerita, dolomita, kutnohorita, minrecordita, aragonita, estroncianita, witherita, vaterita, huntita, norsethita, alstonita, olekminskita, paralstonita, baritocalcita, carbocernaita, benstonita i juangodoyita.

## Formació i jaciments
Es troba a les zones superiors oxidades de dipòsits de metalls bàsics, especialment en els dipòsits de plom-plata. Es poden trobar cristalls a les mines de la localitat de Friedrichssegen prop d'Ems, a Nassau, Johanngeorgenstadt a Saxònia, Mies a Bohèmia, Phenixville a Pennsilvània, Broken Hill a Nova Gal·les del Sud; i en altres localitats com a Almadén a Espanya. Els cristalls de cerussita de considerable longitud es poden trobar a les mines del Pentire Glaze, prop de St. Minver a Cornualla.
Es troba associada a smithsonita, plata, piromorfita, fosgenita, malaquita, limonita, galena i anglesita.

## Usos
S'emprava principalment com a ingredient en les pintures de plom (avui dia retirades del mercat per la seva toxicitat). La ingestió de pintures basades en plom sol ser la causa més freqüent d'enverinament per plom en els infants.

## Varietats
- Cerussita argentífera, una varietat que conté plata, trobada en diversos llocs de la geografia nord-americana.[4]
- Cromocerussita, una varietat que conté crom, encara sense el diagnòstic correcte. Podria tractar-se d'una barreja de cerussita i crocoita. Es troba a Austràlia i a la Xina.[5]
- Cerussita zíncica, o iglesiasita, una varietat que conté zinc amb fórmula (Pb,Zn)CO₃ trobada a Sardenya, Itàlia.[6]